# Jack the Giant Slayer
Jack the Giant Slayer (Jack el caza gigantes) es una película de aventuras y fantasía estadounidense dirigida por Bryan Singer y escrita por Darren Lemke, Christopher McQuarrie y Dan Studney, a partir de una historia de Lemke y David Dobkin. La película, basada en los cuentos de hadas británicos Jack el caza gigantes y Jack y las habichuelas mágicas y está protagonizada por Nicholas Hoult, Eleanor Tomlinson, Stanley Tucci, Ian McShane, Bill Nighy, Eddie Marsan y Ewan McGregor. La película cuenta la historia de Jack, un joven campesino que debe rescatar a una princesa de una raza de gigantes después de abrir sin querer una puerta a su tierra en el cielo. 
El desarrollo de Jack the Giant Slayer comenzó en 2005, cuando Lemke propuso la idea por primera vez. DJ Caruso fue contratado para dirigir la película en enero de 2009, pero en septiembre de ese año, Caruso fue reemplazado por Singer, quien contrató a McQuarrie y Studney para reelaborar el guion. Los personajes principales fueron elegidos entre febrero y marzo de 2011, y la fotografía principal comenzó en abril de 2011 en Inglaterra con localizaciones en Somerset, Gloucestershire y Norfolk . El lanzamiento de la película se retrasó en la posproducción para dejar más tiempo para los efectos especiales y el marketing.
Jack the Giant Slayer se estrenó el 26 de febrero de 2013 en Hollywood.

## Argumento
En el Reino de Cloister, las leyendas hablan de una corona mágica que controla a los gigantes de un reino en el cielo.
Un monje roba frijoles mágicos del traicionero Lord Roderick. Para escapar, cambia los frijoles por un caballo del granjero Jack . Le advierte a Jack que no los moje. Mientras la princesa Isabelle busca refugio en la casa de Jack, uno de los frijoles se moja por la lluvia y se convierte en un enorme tallo de frijol. Isabelle es llevada al cielo; su padre, el rey Brahmwell, envía a Jack, Lord Roderick, su mejor caballero Elmont y varios otros caballeros a las habichuelas para recuperarla.
Al llegar al reino de los gigantes, Roderick arrincona a Jack y toma los frijoles restantes, aunque Jack se queda con uno en secreto. El grupo se divide y todos los caballeros son asesinados por los gigantes, excepto Elmont. Roderick revela que posee la corona mágica; Los gigantes y su líder, Fallon, se ven obligados a obedecerle. Roderick les ordena que se coman a Isabelle, desciendan del tallo de las habichuelas y conquisten el mundo para él.
Jack mata al gigante que se prepara para cocinar a Isabelle y engaña a otro para que caiga a la Tierra. Brahmwell ve al gigante caído y ordena que corten el tallo de frijol para evitar una invasión gigante, anteponiendo la seguridad de la Tierra al regreso de Isabelle. Jack, Isabelle y Elmont regresan al tallo de las habichuelas; Elmont envía a Jack e Isabelle abajo, mientras él se queda para lidiar con Roderick. Jack e Isabelle apenas llegan a la superficie antes de que corten el tallo de frijol y admitan sus crecientes sentimientos el uno por el otro.

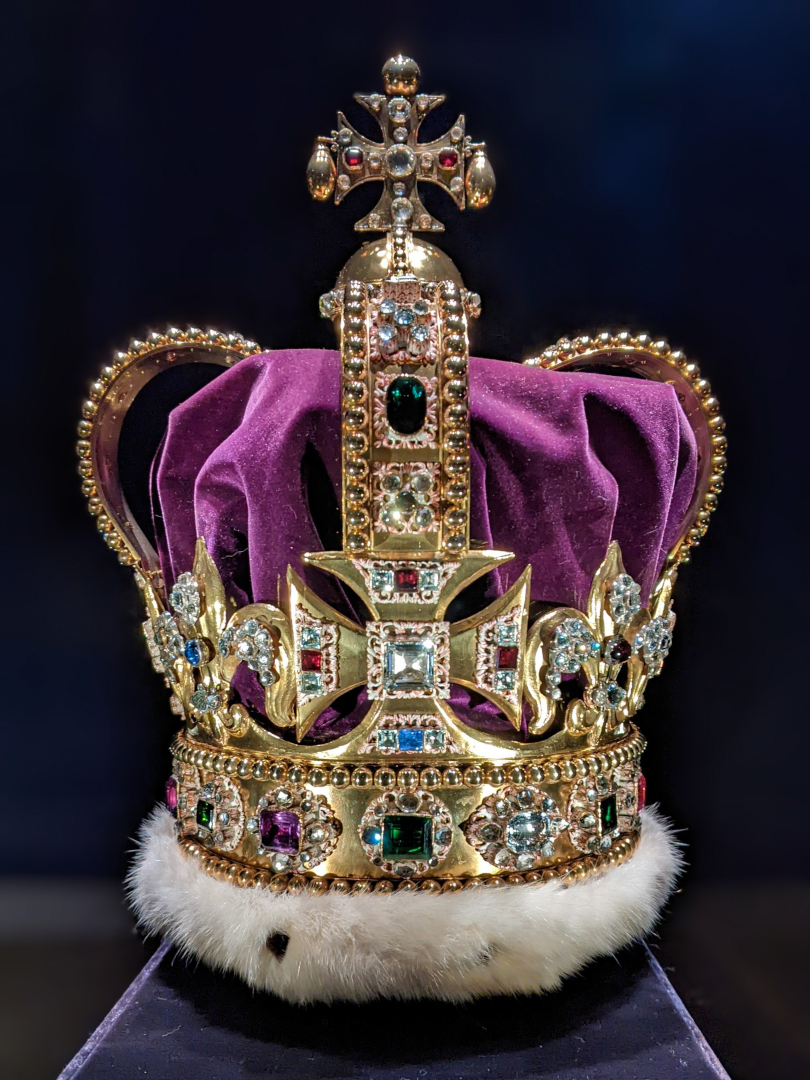
Corona de San Eduardo

Elmont lucha y mata a Roderick antes de montar el tallo de frijol que cae hasta la Tierra, pero Fallon se lleva la corona y los frijoles restantes. Hace crecer varios tallos de frijol más hasta la Tierra y lleva a los gigantes para atacar a los humanos. Mientras Elmont y Brahmwell defienden el castillo contra los gigantes, Fallon captura a Isabelle y se prepara para comerse a Jack. Jack arroja el último frijol por la garganta de Fallon; se convierte en un tallo de frijol y destroza a Fallon. Jack toma la corona, envía a los gigantes de regreso a su reino y les ordena que corten los tallos de habichuelas.
Jack e Isabelle se casan y tienen hijos gemelos. A medida que pasa el tiempo, su historia evoluciona hasta convertirse en el cuento de hadas que conocemos hoy en día, mientras que la corona mágica se convierte en la Corona de San Eduardo. A medida que pasa el tiempo hasta el Londres actual, una clase itinerante pasa la corona en un museo donde un niño, que se revela como descendiente de Roderick, mira la corona con complicidad. Se muestra que el reino de los gigantes todavía existe sobre Londres en la actualidad.

## Elenco

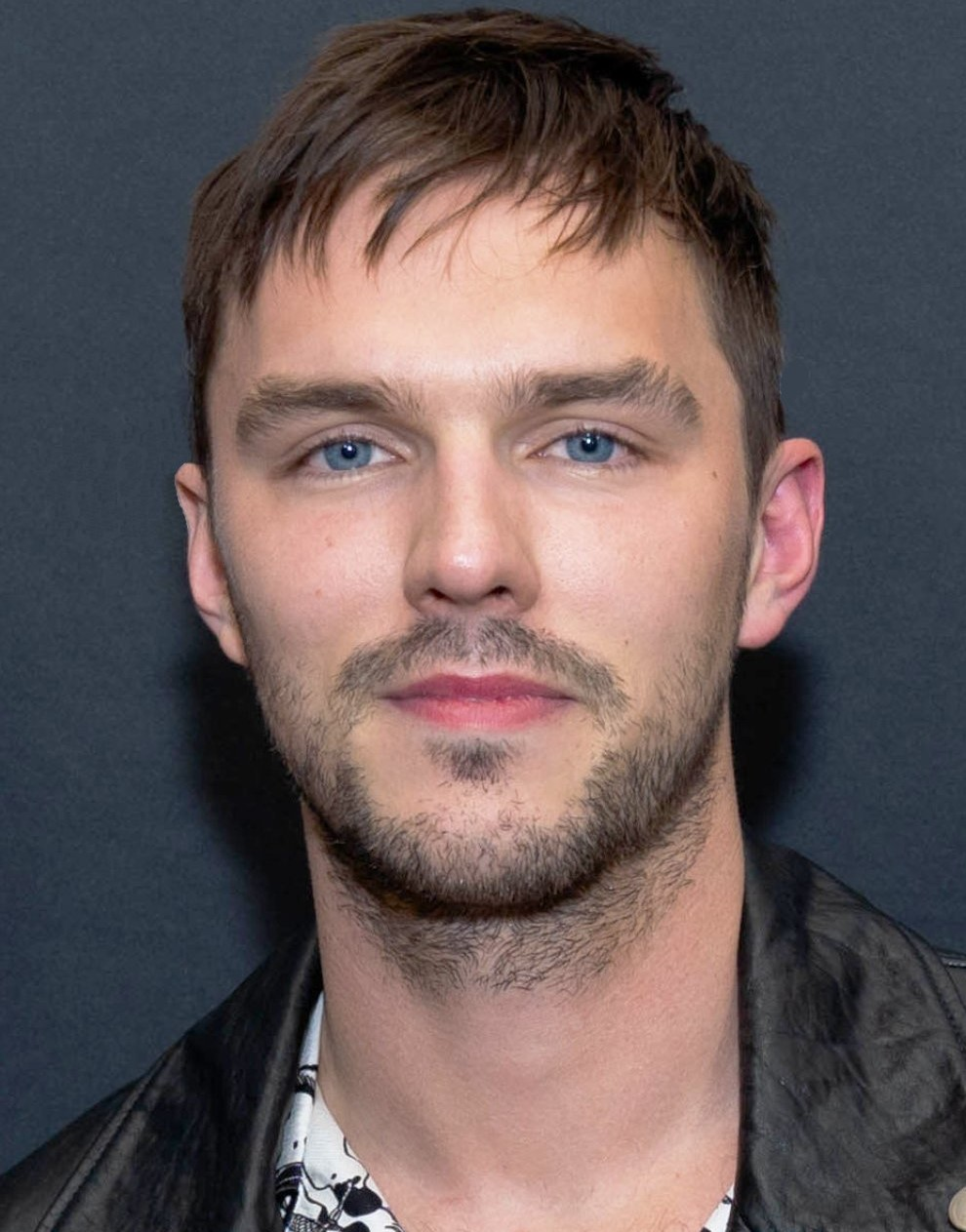
Nicholas Hoult es Jack (héroe) el caza gigantes.

| Actor / Actriz       | Personaje                     |
| -------------------- | ----------------------------- |
| Nicholas Hoult       | Jack                          |
| Ewan McGregor        | Elmont                        |
| Eleanor Tomlinson    | Princesa Isabel               |
| Stanley Tucci        | Lord Roderick                 |
| Ian McShane          | Rey Brahmwell                 |
| Bill Nighy           | General Fallon                |
| John Kassir          | General Fallon cabeza pequeña |
| Eddie Marsan         | Crawe                         |
| Ewen Bremner         | Wicke                         |
| Ralph Brown          | General Entin                 |
| Cornell John         | Fee                           |
| Andrew Brooke        | Fye                           |
| Angus Barnett        | Foe                           |
| Ben Daniels          | Fumm                          |
| Christopher Fairbank | Tío de Jack                   |

## Producción

### Antecedentes
El guionista Darren Lemke propuso por primera vez la idea de contemporizar el cuento de hadas  Jack y las habichuelas mágicas  con CGI en 2005, antes del estreno de otras películas contemporáneas basadas en cuentos de hadas como Alicia en el país de las maravillas (2010), Caperucita Roja (2011) y Snow White & the Huntsman (2012). Lemke describió el guion como "una historia orientada a los hombres de un niño que se convierte en hombre" y trazó un paralelo entre Jack y Luke Skywalker de Star Wars. En enero de 2009, New Line Cinema contrató a DJ Caruso para dirigir el guion, que posteriormente fue reescrito por Mark Bomback. En agosto de 2009, se informó que Bryan Singer podría reemplazar a Caruso; esto se hizo oficial en septiembre de 2009.
En abril de 2010, Singer volvió a formar equipo con el guionista Christopher McQuarrie para reelaborar el guion. Singer y McQuarrie habían colaborado anteriormente en Public Access, The Usual Suspects, Apt Pupil y Valkyrie . Singer declaró: "Chris McQuarrie hizo una reescritura importante para mí. Aportó una estructura diferente. Era en gran medida una situación de página uno; una historia diferente. Involucraba a los mismos personajes, pero con algunos hacíamos malabarismos y cambiamos. Simplemente aportó una perspectiva muy diferente". La reescritura de McQuarrie incluyó una historia más profunda de los gigantes y una explicación de su relación con los humanos, lo que Singer consideró una "gran mejora"; También aumentó el presupuesto. Para volver a alinear el presupuesto, Singer contrató al guionista de televisión Dan Studney para trabajar en el proyecto. 
En enero del 2009, la revista Variety anunció que D.J. Caruso sería el director de la película, pero meses más tarde Bryan Singer ocupó el puesto oficialmente. Su rodaje, que se iba a llevar a cabo en Inglaterra a mediados del 2010, fue pospuesto para abril del 2011 por falta de presupuesto y debido a las mejoras necesarias en los efectos visuales.
En mayo de 2010, ReelzChannel informó que la producción de la película se retrasaría hasta febrero de 2011. El informe citó el interés de Singer en poder previsualizar escenas con los gigantes digitales en la cámara con los actores de acción real (al estilo de Avatar de James Cameron) y la necesidad de más tiempo para resolver el complejo proceso como razones para el retraso.

### Preproducción
En octubre de 2010, New Line dio luz verde a Bryan Singer para comenzar el trabajo de preproducción de Jack the Giant Killer, cuya producción estaba prevista para comenzar la primavera siguiente. En noviembre de 2010, Singer comenzó a hacer pruebas de pantalla para los protagonistas masculinos y femeninos. Aaron Johnson, Nicholas Hoult y Aneurin Barnard fueron considerados para el papel del joven granjero, y Adelaide Kane, Lily Collins y Juno Temple probaron para el papel de princesa.
En diciembre de 2010, Singer dijo: "Tengo muchas ganas de utilizar la EPIC Red para mi próxima película Jack the Giant Killer, que se rodará, además, en 3D . El tamaño increíblemente compacto y la extraordinaria resolución de la cámara son ideales para "El formato 3D. Pero lo más importante es que Jack, el asesino de gigantes, es mi primera película ambientada en una época anterior a la electricidad. La extraordinaria latitud de exposición del EPIC me permitirá explorar más eficazmente el uso de la luz natural".
En febrero de 2011, The Hollywood Reporter informó que Stanley Tucci había sido elegido como el antagonista, el consejero del rey que planea apoderarse del reino, y Bill Nighy y John Kassir fueron elegidos como Fallon, el líder de dos cabezas de los gigantes; Nighy interpretaría el papel del cabezón grande y Kassir el del más pequeño. También en febrero, a Nicholas Hoult le ofrecieron el papel principal. Singer dijo que le había gustado desde Skins y que lo apoyó mucho en su casting para X-Men: First Class. Más tarde ese mes, Ewan McGregor se unió al elenco como líder de la guardia de élite del rey, que ayuda a luchar contra los gigantes.
En marzo de 2011, Eleanor Tomlinson fue elegida junto a Nicholas Hoult como la princesa e Ian McShane fue elegido para interpretar a su padre, el rey Brahmwell. Dos días después, New Line y Warner Bros. anunciaron la fecha de lanzamiento el 15 de junio de 2012.

### Rodaje

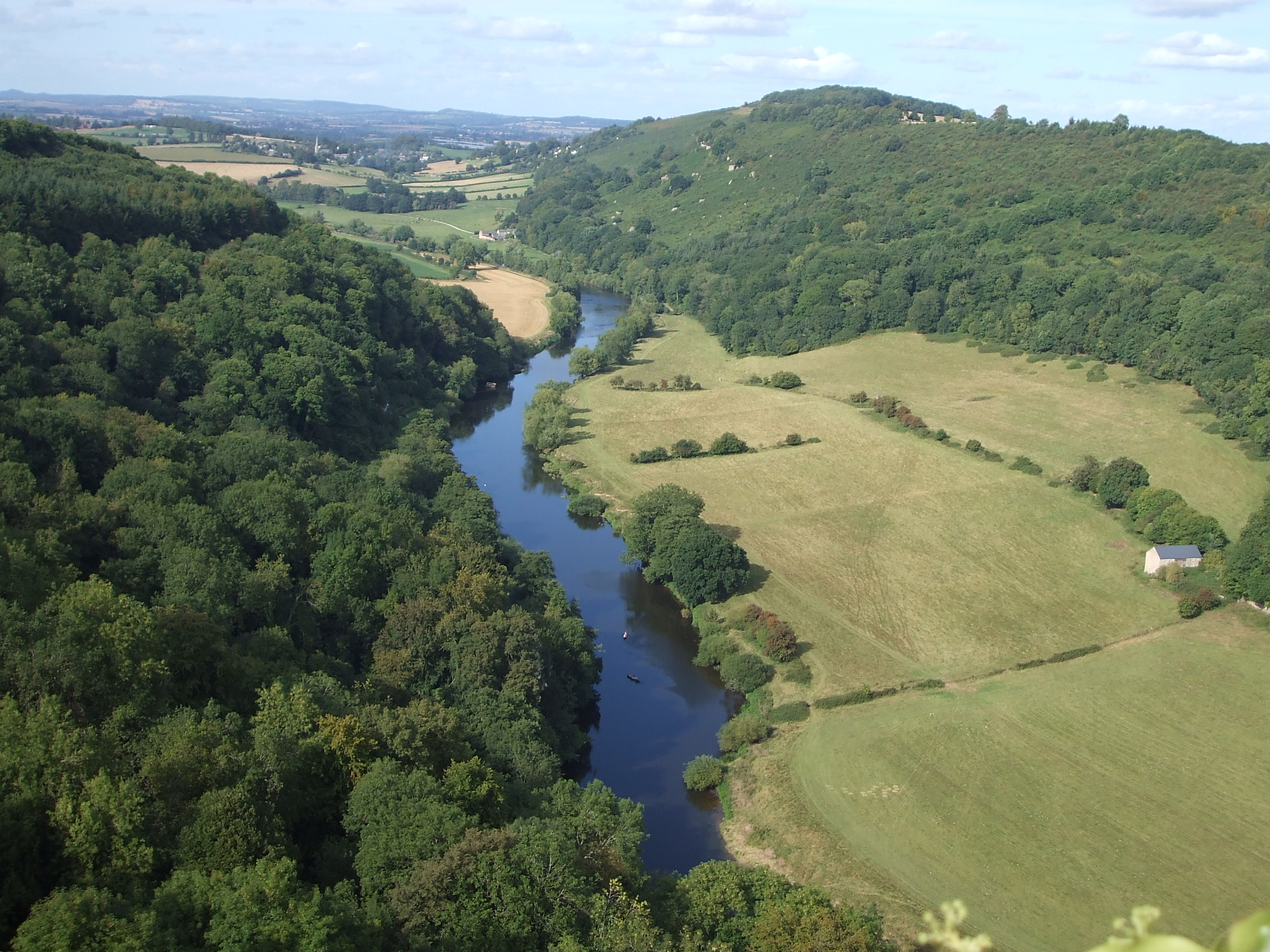
Bosque de Dean

La fotografía principal comenzó el 12 de abril de 2011 en la campiña británica. En mayo de 2011, la producción se trasladó a Somerset, Inglaterra, durante dos semanas con el rodaje programado en Wells, Cheddar y lugares secretos del condado, incluidas escenas filmadas en la Catedral de Wells. También en mayo, se rodaron escenas en Puzzlewood, en el bosque de Dean, cerca de Coleford, Gloucestershire . Puzzlewood, que presenta formaciones rocosas y de árboles inusuales, se utilizó anteriormente para el rodaje de la serie de televisión de la BBC Doctor Who y Merlin . Se dice que el mismo bosque inspiró a JRR Tolkien a escribir El hobbit. Más tarde ese mes, el rodaje tuvo lugar en la Catedral de Norwich en Norwich, Norfolk.
Sobre el proceso de captura de la actuación, Singer afirmó: "Es fascinante... Te lleva de vuelta a actuar cuando eras niño en tu sala de estar porque estás corriendo y tienes que imaginar que estás en Gantua e imaginar que hay estos armas y todas esas cosas gigantes. Pero cuando estás allí no hay nada más que espuma de poliestireno y bloques. Esto obliga a los actores a retroceder a cuando actuaban cuando eran niños o hacían teatro minimalista. Pero en ese sentido es fascinante: puedo ver por qué Robert Zemeckis y James Cameron han empezado a tomar fotografías de esta manera".

### Posproducción
En enero de 2012, Warner Bros. retrasó la fecha de lanzamiento nueve meses, del 15 de junio de 2012 al 22 de marzo de 2013. The Hollywood Reporter declaró: "Warner probablemente pueda permitirse el lujo de mudarse debido a The Dark Knight Rises de Christopher Nolan, que se estrenó en julio. Y trasladar la película hacia atrás le da al estudio más tiempo para los efectos especiales, así como la oportunidad de adjuntar avances. para ello en la carpa navideña de Peter Jackson , El hobbit: un viaje inesperado ". En octubre de 2012, Warner Bros. volvió a trasladar la fecha de lanzamiento, esta vez al 1 de marzo de 2013, tres semanas antes que la fecha anterior. Warner Bros también cambió el título de la película de Jack the Giant Killer a Jack the Giant Slayer.
Los efectos especiales de la película fueron completados por siete casas de efectos visuales diferentes: Digital Domain, Giant Studios, The Third Floor, MPC, Soho VFX, Rodeo FX y Hatch Productions. La creación de los gigantes requirió cuatro pasos principales. El primer paso fue la captura previa, en la que se utilizó la captura de actuación para capturar los movimientos faciales y corporales del actor y representarlos en un entorno virtual en tiempo real. El segundo paso tuvo lugar durante la fotografía principal, donde se utilizó la tecnología Simulcam para ayudar a los personajes humanos a interactuar virtualmente con los gigantes que se renderizaron anteriormente en Pre-Capture. El tercer paso fue Post-Capture, una segunda sesión de captura de actuación para ajustar los movimientos de los gigantes para que se ajusten perfectamente a las actuaciones de acción en vivo. El paso final implicó dar los toques finales a la animación, la piel, el cabello y la ropa del gigante, y la composición de las tomas. La creación del tallo de habichuelas implicó dos requisitos principales: establecer una extensión para las tomas de los actores interactuando con el tallo de habichuelas, que fueron filmadas contra una pantalla azul, y representaciones generadas por computadora completas para tomas del tallo de habichuelas creciendo y extendiéndose desde la Tierra hacia el mundo de los gigantes.
Singer declaró que tuvo que atenuar los efectos especiales para que la película fuera apropiada para la edad de los niños. Dijo: "Esta película probablemente tiene un mayor número de muertos en pantalla que cualquier película que haya hecho antes. Está hecha de una manera divertida, pero fue un desafío salirse con la suya sin que moleste a la gente... . Se trataba de crear un tono como En busca del arca perdida o Star Wars que te permita salirte con la tuya en muchas cosas porque se siente como una película".

## Banda sonora
La banda sonora de la película presenta música de John Ottman, quien también se desempeñó como editor y productor asociado de la película. Jack the Giant Slayer marca la séptima colaboración de Ottman con el director Bryan Singer; Anteriormente trabajaron juntos en Public Access, The Usual Suspects, Apt Pupil, X2: X-Men United, Superman Returns y Valkyrie . El álbum de la banda sonora fue lanzado el 26 de febrero de 2013 por WaterTower Music. 
| N.º     | Título                                                   | Duración |  |
| 1.      | «"Jack and Isabelle (Theme from Jack the Giant Slayer)"» | 3:56     |  |
| 2.      | «"Logo Mania"»                                           | 1:00     |  |
| 3.      | «"To Cloister"»                                          | 1:28     |  |
| 4.      | «"The Climb"»                                            | 2:41     |  |
| 5.      | «"Fee Appears"»                                          | 3:16     |  |
| 6.      | «"How Do You Do"»                                        | 2:23     |  |
| 7.      | «"Why Do People Scream?"»                                | 3:17     |  |
| 8.      | «"Story of the Giants"»                                  | 3:22     |  |
| 9.      | «"Welcome to Gantua"»                                    | 4:12     |  |
| 10.     | «"Power of the Crown"»                                   | 1:21     |  |
| 11.     | «"Not Wildly Keen on Heights"»                           | 2:19     |  |
| 12.     | «"Top of the World"»                                     | 2:30     |  |
| 13.     | «"The Legends Are True / First Kiss"»                    | 3:43     |  |
| 14.     | «"Roderick's Demise / The Beanstalk Falls"»              | 5:36     |  |
| 15.     | «"Kitchen Nightmare"»                                    | 3:24     |  |
| 16.     | «"Onward and Downward!"»                                 | 3:19     |  |
| 17.     | «"Waking a Sleeping Giant"»                              | 2:21     |  |
| 18.     | «"Chase to Cloister"»                                    | 2:29     |  |
| 19.     | «"Goodbyes"»                                             | 2:29     |  |
| 20.     | «"The Battle"»                                           | 5:31     |  |
| 21.     | «"Sniffing Out Fear / All is Lost"»                      | 5:07     |  |
| 22.     | «"The New King / Stories"»                               | 4:17     |  |
| 1:12:51 |                                                          |          |  |

## Estreno
Jack the Giant Slayer se estrenó el martes 26 de febrero de 2013 en el TCL Chinese Theatre de Hollywood, California.

## Recepción

### Taquillas
El seguimiento previo al lanzamiento mostró que se proyectaba que Jack the Giant Slayer recaudaría entre 30 y 35 millones de dólares en su primer fin de semana, una cifra decepcionante considerando que su producción costó al menos 185 millones de dólares. La película recaudó 400.000 dólares en las proyecciones del jueves por la noche y la medianoche, antes de su estreno general el viernes 1 de marzo de 2013.  Durante el fin de semana, la película recaudó 28,01 millones de dólares en América del Norte en 3.525 ubicaciones, ocupando el primer lugar. en taquilla. La audiencia era 55% masculina y el 56% tenía más de 25 años, a pesar de los esfuerzos del estudio por dirigirse a las familias.  Al mismo tiempo, la película recaudó 13,7 millones de dólares adicionales en 10 mercados asiáticos en 1.824 localizaciones.
Cuatro semanas después de su estreno en cines, The Hollywood Reporter informó que la película estaba en camino de perder entre 125 y 140 millones de dólares para Legendary Pictures, lo que sugiere que la película probablemente cerraría en 200 millones de dólares en todo el mundo, por debajo de su presupuesto combinado de producción y marketing. Jack the Giant Slayer cerró en cines el 13 de junio de 2013, recaudando un total de 65.187.603 dólares en Norteamérica y 197.687.603 dólares en todo el mundo.  Al explicar su fracaso en taquilla, los analistas señalaron el conflicto entre la visión más oscura y de temática adulta del director con el deseo del estudio de un producto apto para familias, lo que llevó al compromiso final de una película PG-13 que no suficientemente atractivo para adultos o niños.

### Recepción de la crítica
Jack the Giant Slayer recibió una respuesta mixta de los críticos de cine. En el sitio web de agregación de reseñas Rotten Tomatoes, la película tiene una calificación del 52%, basada en 208 reseñas, con una calificación promedio de 5,70/10. El consenso crítico del sitio dice: "Está interpretada con entusiasmo y es razonablemente divertida, pero Jack the Giant Slayer también está abrumado por los efectos digitales y una historia insípida e impersonal". En Metacritic, tiene una puntuación promedio ponderada de 51 sobre 100, basada en 37 críticas, lo que indica "críticas mixtas o promedio". El público encuestado por CinemaScore le dio a la película una calificación de "B+" en una escala de A a F.
Todd McCarthy de The Hollywood Reporter dijo: "Simplemente en términos de narración eficiente, logística clara y participación constante de los espectadores, Jack es notablemente superior al Hobbit reciente". Richard Roeper del Chicago Sun-Times dijo: " Jack the Giant Slayer es una aventura apasionante, original y completamente entretenida".
Justin Chang de Variety dijo: " Jack the Giant Slayer se siente, como era de esperar, como un intento de sacar provecho de una tendencia, reciclando personajes de libros de cuentos, situaciones y secuencias de batalla para lograr un efecto mecánico y cansinamente predecible". Manohla Dargis de The New York Times dijo: "Esto finalmente es sólo una versión unidimensional y mejorada digitalmente de 'Jack and the Beanstalk'". Kenneth Turan de Los Angeles Times dijo: "La versión de Bryan Singer del viejo cuento de hadas tiene todo lo que el dinero puede comprar, excepto un buen guión".

### Reconocimientos
| Año  | Premio                                  | Categoría                           | Recibe                  | Resultado | Ref.   |
| ---- | --------------------------------------- | ----------------------------------- | ----------------------- | --------- | ------ |
| 2013 | Sociedad de críticos de cine de Phoenix | La película pasada por alto del año | Jack el asesino gigante | Nominado  | [ 40 ] |
| 2013 | Sociedad de críticos de cine de Phoenix | Mejores efectos visuales            | Jack el asesino gigante | Nominado  | [ 40 ] |
| 2013 | Premios BMI de cine y televisión        | Premio de Música de Cine            | John Ottman             | Ganador   | [ 41 ] |
| 2014 | Premios Saturno                         | Mejor película de fantasía          | Jack el asesino gigante | Nominado  | [ 42 ] |

### Medios domésticos
En abril de 2013, Warner Bros. Home Entertainment anunció el lanzamiento de Jack the Giant Slayer en Blu-ray 3D, Blu-ray Disc y DVD . Los discos fueron lanzados el 18 de junio de 2013 en dos ediciones; un paquete combinado de tres discos 3D/Blu-ray/DVD y un paquete combinado de dos discos Blu-ray/DVD. Ambos conjuntos incluyen el largometraje "Conviértete en un cazador de gigantes", escenas eliminadas, un rollo de broma y una copia digital de la película.